# Pii operai catechisti rurali
I Pii Operai Catechisti Rurali, detti anche Missionari Ardorini (in latino Congregatio Piorum Operariorum Ruralium), sono un istituto religioso maschile di diritto pontificio: i membri di questa congregazione pospongono al loro nome la sigla P.O.C.R.
La congregazione è sorta nel 1943 dall'unione dei Pii Operai, sorti a Napoli nel 1600 da Carlo Carafa, con i Catechisti Rurali, fondati da Gaetano Mauro a Montalto Uffugo nel 1928.

## Storia

### I Pii Operai

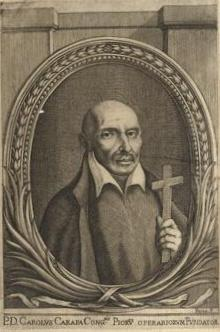
Carlo Carafa, fondatore dei Pii Operai

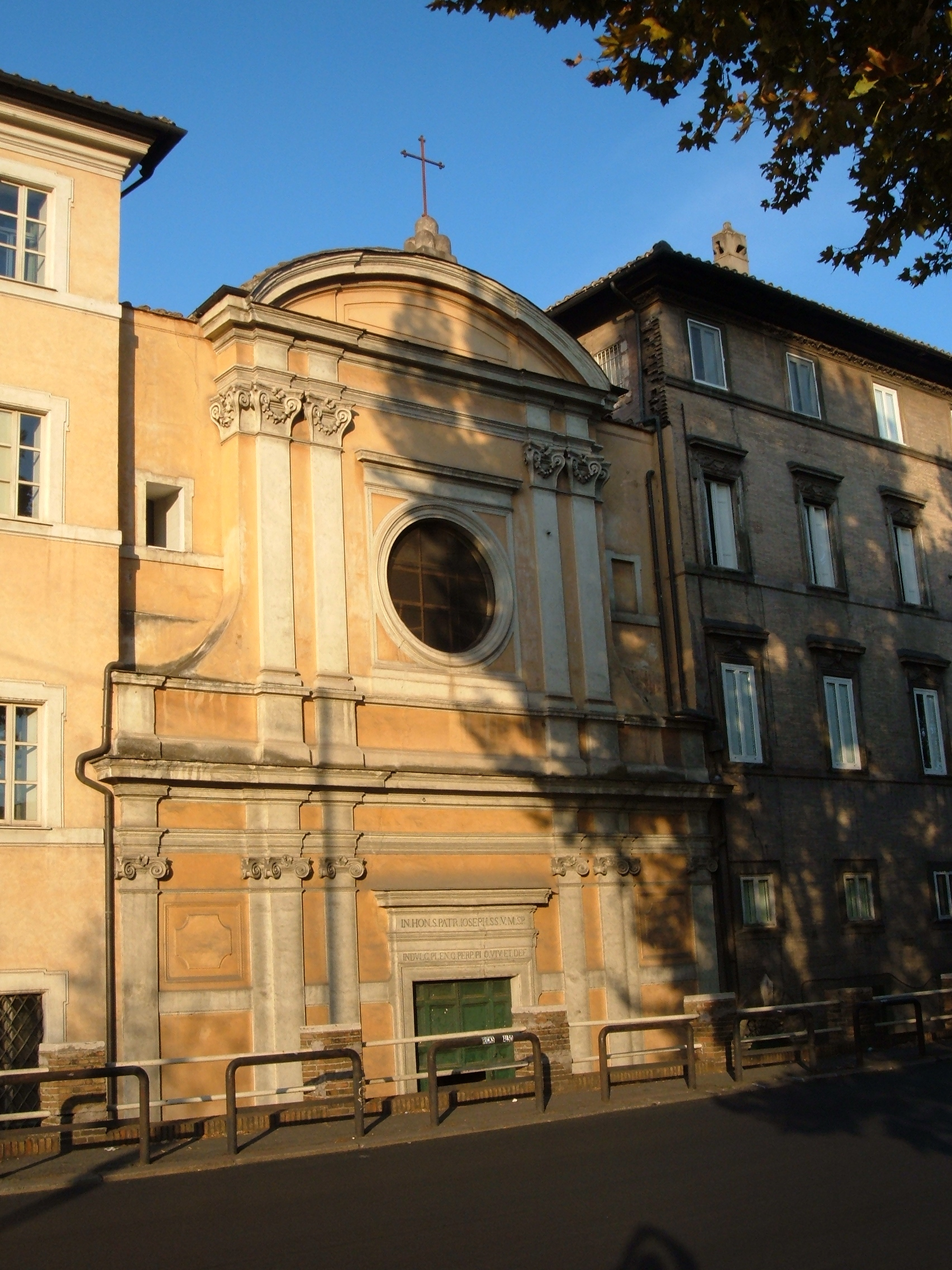
La chiesa di San Giuseppe alla Lungara, presso la quale ha sede la procura generale della congregazione

La congregazione, detta in origine "della dottrina cristiana", sorse presso Napoli attorno al 1600 a opera di Carlo Carafa (1561-1633) per il servizio dei poveri e l'insegnamento del catechismo nelle zone rurali: la notizia del primo riconoscimento pontificio dell'istituto, giunse al fondatore il giorno di Pentecoste del 1606, mentre si trovava nella zona dei Ponti Rossi di Napoli dove doveva sorgere la chiesa di Santa Maria dei Monti (per questo lo stemma originario della congregazione recava il monogramma di Maria, tre monti e la colomba dello Spirito Santo).
Nel 1617 ai padri venne offerta come sede la prestigiosa chiesa di San Giorgio Maggiore a Napoli. La congregazione venne approvata il 1º aprile 1621 da papa Gregorio XV, che mutò il suo titolo in "Pii Operai" (i religiosi, oltre che alla catechesi, si dedicavano a opere di carità e avevano aggiunto ai loro fini la predicazione delle missioni popolari nelle campagne).
I Pii Operai rischiarono l'estinzione durante l'epidemia di peste del 1656, durante la quale si adoperarono molto nell'assistenza ai contagiati e, in massima parte, contrassero a loro volta il morbo: la congregazione ebbe nuovamente inizio grazie a Pietro Gisolfo.
Nel 1687 ebbero una sede a Roma, prima presso la chiesa di Santa Balbina, poi presso la parrocchia di San Lorenzo ai Monti, e nel 1732 in San Giuseppe alla Lungara.
Benché il loro apostolato fosse circoscritto alle aree circostanti Roma e Napoli e il loro numero fosse limitato (l'istituto non superò quasi mai i cento membri), i Pii Operai ebbero grande prestigio nei secoli XVII e XVIII e le loro case (soprattutto San Nicola alla Carità a Napoli) furono rinomati centri di spiritualità.
Con la costituzione Inter multiplices del 14 dicembre 1792, papa Pio VI estese ai Pii Operai tutti i privilegi degli ordini regolari.
I Pii Operai esercitarono una notevole influenza sulle nascenti congregazioni delle Maestre pie di Lucia Filippini e del Santissimo Redentore (furono Pii Operai i vescovi Emilio Giacomo Cavalieri, zio materno di Alfonso Maria de' Liguori, e Tommaso Falcoia, che contribuì alla nascita delle monache redentoriste).
Con le soppressioni napoleoniche e le leggi eversive sabaude la congregazione vide notevolmente ridursi il numero dei suoi membri, tanto che nel 1943 rimaneva in vita un solo Pio Operaio, Pasquale Ossorio, residente in San Nicola alla Carità.

### I Catechisti Rurali
Nel 1925 Gaetano Mauro (1888-1969) fondò in Calabria l'Associazione religiosa degli oratori rurali (A.R.D.O.R.), una compagnia di sacerdoti e laici per l'insegnamento del catechismo ai contadini e a quanti abitavano in zone isolate. Alcuni membri dell'associazione (detti "ardorini") nel 1928 iniziarono a condurre vita comune presso il convento di San Francesco di Paola a Montalto Uffugo.
L'8 dicembre 1928 gli ardorini di vita comune si costituirono in congregazione religiosa, prendendo il nome di "Catechisti Rurali", e il 27 giugno 1930 l'istituto ottenne l'approvazione dell'arcivescovo di Cosenza.

### L'unione delle due congregazioni
Per evitare che l'antica congregazione dei Pii Operai si estinguesse, con decreto del 28 giugno 1943 la Santa Sede vi unì i Catechisti Rurali, che avevano le stesse finalità: la comunità romana dei Catechisti Rurali si trasferì presso la chiesa di San Giuseppe alla Lungara, mentre alcuni religiosi calabresi si stabilirono, assieme all'ultimo Pio Operaio, presso la chiesa di San Nicola della Carità.
Con il decreto di unione la Santa Sede nominò superiore generale della nuova congregazione Pasquale Ossorio, al quale succedette Gaetano Mauro; le antiche costituzioni dei Pii Operai vennero abolite e sostituite con quelle elaborate da Mauro nel 1931.

## Attività e diffusione
I Missionari Ardorini sono dediti all'assistenza sociale e religiosa delle popolazioni rurali e della gioventù.
Sono presenti in Italia, Canada, Colombia, India e Tanzania. . La sede generalizia è a Montalto Uffugo (Cosenza); a Roma, presso la chiesa di San Giuseppe alla Lungara, risiede il procuratore generale della congregazione.
Al 31 dicembre 2015 la congregazione contava 6 case con 50 religiosi, 32 dei quali sacerdoti.